# Blommersia
Blommersia Dubois, 1992 è un genere di rane della famiglia Mantellidae, endemico del Madagascar e delle Mayotte, nelle isole Comore.

## Tassonomia
Comprende 12 specie:
- Blommersia angolafa Andreone, Rosa, Noël, Crottini, Vences, and Raxworthy, 2010
- Blommersia blommersae (Guibé, 1975)
- Blommersia dejongi Vences, Köhler, Pabijan, and Glaw, 2010
- Blommersia domerguei (Guibé, 1974)
- Blommersia galani Vences, Köhler, Pabijan, and Glaw, 2010
- Blommersia grandisonae (Guibé, 1974)
- Blommersia kely (Glaw and Vences, 1994)
- Blommersia nataliae Vieites, Nieto-Roman, Fernández, and Santos-Santos, 2020
- Blommersia sarotra (Glaw and Vences, 2002)
- Blommersia transmarina Glaw, Hawlitschek, Glaw, and Vences, 2019
- Blommersia variabilis Pabijan, Gehring, Köhler, Glaw, and Vences, 2011
- Blommersia wittei (Guibé, 1974)